# Bogdan Gavrilă
Bogdan Gavrilă (Galaţi, Rumanía, 6 de febrero de 1992) es un futbolista rumano. Juega de mediocampista y su equipo actual es el Ethnikos Achnas de la Primera División de Chipre.

## Clubes
| Club               | País    | Año           | PJ | Goles |
| ------------------ | ------- | ------------- | -- | ----- |
| AS Roma            | Italia  | 2009          |    |       |
| Lecce              | Italia  | 2009          |    |       |
| Chindia Targoviste | Rumania | 2010 - 2013   | 34 | 2     |
| Oţelul Galaţi      | Rumania | 2013-2014     | 8  | 0     |
| Dinamo Bucureşti   | Rumania | 2014-2016     | 40 | 4     |
| Petrolul Ploiesti  | Rumania | 2016          | 13 | 1     |
| Ethnikos Achnas    | Chipre  | 2017-presente | 12 | 0     |